# 伊通河畔孔代
伊通河畔孔代（法語：Condé-sur-Iton，法語發音：[kɔ̃de syʁ itɔ̃]）是法国厄尔省的一个旧市镇，属于埃夫勒区。2016年1月1日，伊通河畔孔代和相邻的另外5个市镇合并为新市镇伊通河畔梅尼勒（Mesnils-sur-Iton）。

## 地理
伊通河畔孔代（48°49'59"N, 0°57'45"E）面积19.58 平方千米，位于法国诺曼底大区厄尔省，该省份为法国北部内陆省份，北起滨海塞纳省，西接奧恩省和卡爾瓦多斯省，南至厄尔-卢瓦省，东临瓦兹省、瓦兹河谷省和伊夫林省。
与伊通河畔孔代接壤的市镇（或旧市镇、城区）包括：布勒特伊、达姆玛丽、古维尔、罗芒。

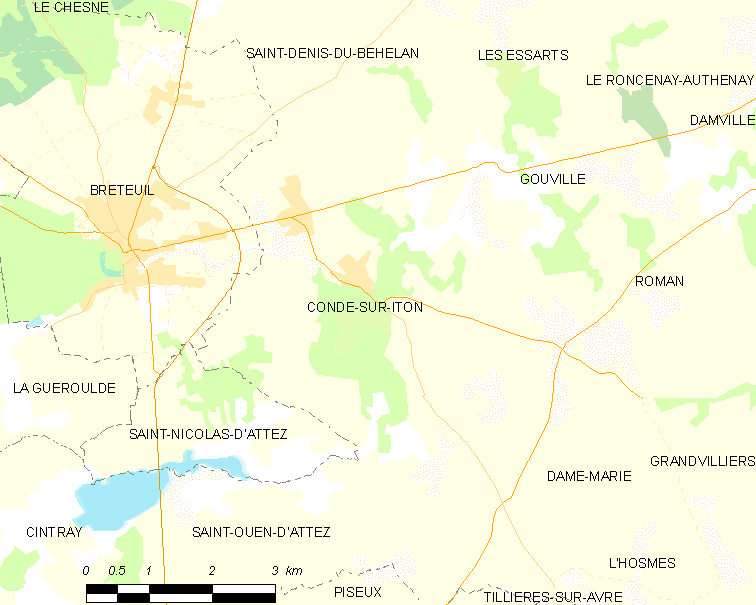
伊通河畔孔代的OSM定位图

伊通河畔孔代的时区为UTC+01:00、UTC+02:00（夏令时）。

## 行政
伊通河畔孔代的邮政编码为27160，INSEE市镇编码为27166。

## 政治
伊通河畔孔代所属的省级选区为布勒特伊县。

## 人口

1962-2008年间伊通河畔孔代人口变化图示

伊通河畔孔代于2015时的人口数量为887人。